# Christoph Pötzsch

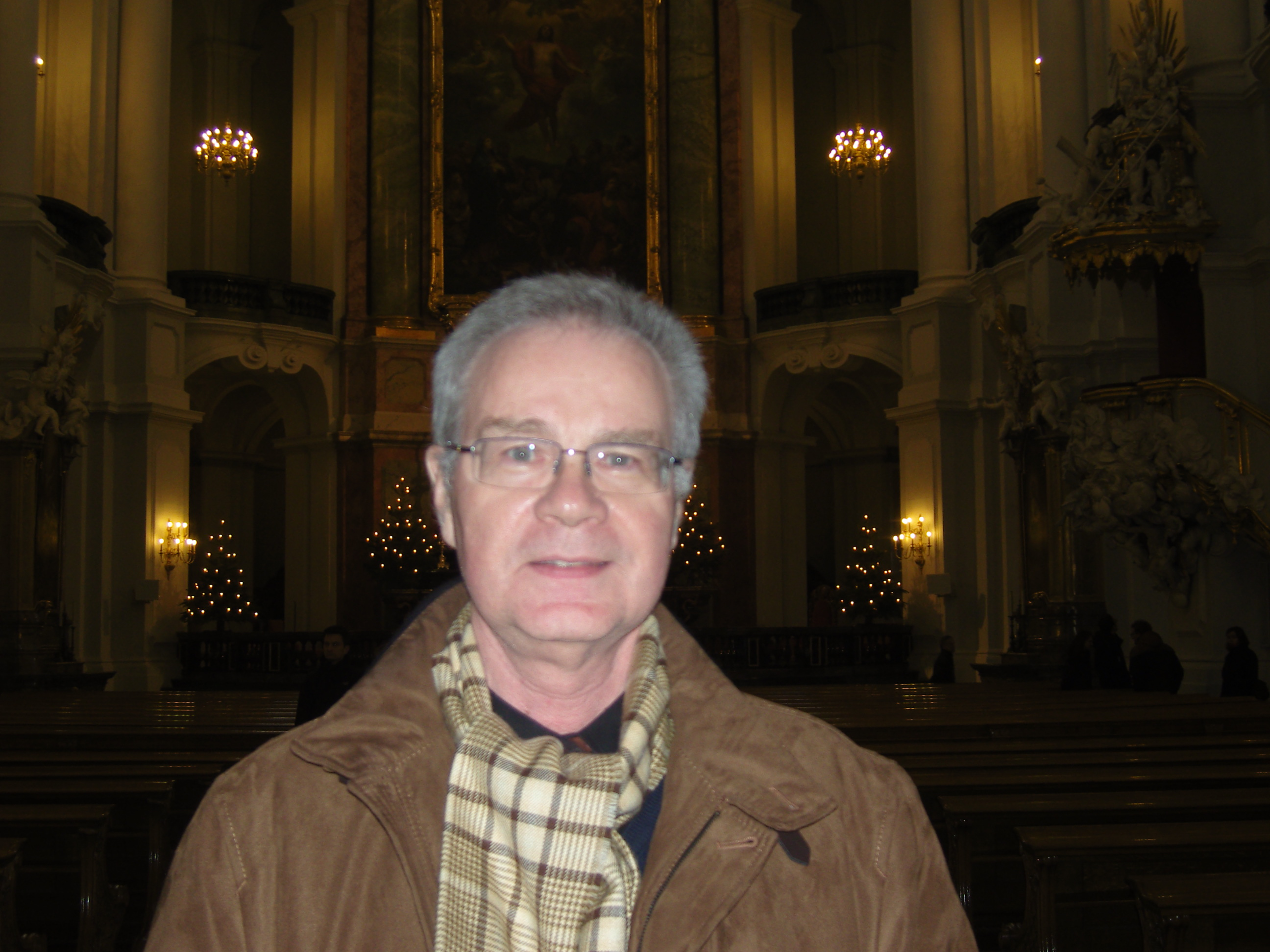
Pötzsch während einer Führung in der Dresdner Hofkirche

Christoph Pötzsch (* 15. Juni 1955 in Dresden) ist ein deutscher Jurist, Sachbuchautor und Stadtführer in Dresden. Er veröffentlichte mehrere Bücher zur Dresdner und sächsischen Kulturgeschichte.

## Leben
Pötzsch kam 1955 als Sohn von Christian Pötzsch (1926–2001), Sänger an der Dresdner Semperoper und Intendant an den Landesbühnen, in Dresden zu Welt. Nach Ende der Schulzeit absolvierte Pötzsch von 1974 bis 1976 den Wehrdienst bei der Nationalen Volksarmee und begann anschließend ein Jurastudium mit Spezialisierung Wirtschaftsrecht in Halle/Saale, das er 1980 abschloss. Bis 1983 war er im VEB Tapetenfabrik Coswig tätig. Im Alter von 28 Jahren konvertierte Pötzsch, der in erster Ehe mit einer Sorbin verheiratet war, 1983 zum katholischen Glauben. Anschließend arbeitete er als Justiziar in der Arbeiterwohnungsbaugenossenschaft „Aufbau“ in Dresden. Nach der Wende arbeitete Pötzsch als Rechtsanwalt in der Anwaltskanzlei Nörr, Stiefenhofer & Lutz in München und Dresden. Seit 1991 stand er im Dienst des Bistums Dresden-Meißen, wo er als Justiziar, Kanzler und Leiter des Personalbüros sowie bis 2017 als Leiter des Katholischen Büros tätig war.
Im Juni 2017 wurde ihm der päpstliche Gregoriusorden verliehen.
Pötzsch gilt als „renommierte[r] Hobbyhistoriker“ und hat seit 2001 mehrere Bücher zur Dresdner Stadtgeschichte veröffentlicht. Dazu zählen auch Bücher mit anekdotischen Biografien zu Persönlichkeiten, die auf Dresdner Friedhöfen beigesetzt wurden (Buchreihe „Schicksale auf …“). Zudem hält er regelmäßig Vorträge und bietet Stadtführungen in Dresden an.
Pötzsch ist in zweiter Ehe verheiratet. Mit seiner 2001 verstorbenen ersten Ehefrau hat er zwei Söhne, darunter den Musiker Clemens Pötzsch.

## Publikationen (Auswahl)
- Episoden um die Hofkirche zu Dresden, 1. Auflage, Taucha: Tauchaer Verlag, 2002, Schriftenreihe: Kurzweiliges; ISBN 978-3-89772-052-7
- Markgrafen, Kurfürsten, Herzöge, Könige – Wettiner in ihrer Zeit: eine spannende und humorvolle Reise in die sächsische Geschichte mit Christoph Pötzsch (Hörbuch), Dresden: Eisenkolb, 2002, 2 CD; HfM Signatur: Cd XIII/0118:1,2
- Merkwürdiges um entschwundene Wettiner, 2. Auflage, Taucha: Tauchaer Verlag, 2007, Schriftenreihe: Kurzweiliges; ISBN 978-3-89772-058-9
- Schicksale auf Dresdens Altem Katholischen Friedhof, 2. Auflage, Taucha: Tauchaer Verlag, 2005, Reihe: Tatsachen; ISBN 978-3-89772-078-7
- Schicksale auf Dresdens Trinitatisfriedhof, Taucha: Tauchaer Verlag, 2005, Reihe: Tatsachen; ISBN 978-3-89772-091-6
- Schicksale auf Dresdens Tolkewitzer Friedhof, Taucha: Tauchaer Verlag, 2005, Reihe: Tatsachen; ISBN 978-3-89772-106-7
- Schicksale auf Dresdens Eliasfriedhof: und anderen Dresdner Friedhöfen, Taucha: Tauchaer Verlag, 2006, Reihe: Tatsachen; ISBN 978-3-89772-113-5
- Wahre Geschichten um das unbekannte Dresden, Taucha: Tauchaer Verlag, 2010, Reihe: Wahre Geschichten; ISBN 978-3-89772-177-7
- Wahre Geschichten um das unbekannte Sachsen, Taucha: Tauchaer Verlag, 2016, Reihe: Wahre Geschichten; ISBN 978-3-89772-282-8.
- Unbekanntes um August den Starken, Taucha: Tauchaer Verlag, 2021, Reihe: Kurzweiliges; ISBN 978-3-89772-311-5.
- mit Heidi Pötzsch: Der Fürstenzug und die Gruft der Wettiner unter der Katholischen Hofkirche zu Dresden. Tauchaer Verlag, Leipzig 2024, ISBN 978-389772-324-5.